# Wimbledon 1970
De 84e editie van het Britse grandslamtoernooi, Wimbledon 1970, werd gehouden van maandag 22 juni tot en met zaterdag 4 juli 1970. Voor de vrouwen was het de 77e editie van het graskampioenschap. Het toernooi werd gespeeld bij de All England Lawn Tennis and Croquet Club in de wijk Wimbledon van de Britse hoofdstad Londen.
Op de enige zondag tijdens het toernooi (Middle Sunday) werd traditioneel niet gespeeld.
Het toernooi van 1970 trok 283.589 toeschouwers.

## Belangrijkste uitslagen
Mannenenkelspel

Finale: John Newcombe (Australië) won van Ken Rosewall (Australië) met 5-7, 6-3, 6-2, 3-6, 6-1
Vrouwenenkelspel

Finale: Margaret Court (Australië) won van Billie Jean King (Verenigde Staten) met 14-12, 11-9
Mannendubbelspel

Finale: John Newcombe (Australië) en Tony Roche (Australië) wonnen van Ken Rosewall (Australië) en Fred Stolle (Australië) met 10-8, 6-3, 6-1
Vrouwendubbelspel

Finale: Rosie Casals (Verenigde Staten) en Billie Jean King (Verenigde Staten) wonnen van Françoise Dürr (Frankrijk) en Virginia Wade (Groot-Brittannië) met 6-2, 6-3
Gemengd dubbelspel

Finale: Rosie Casals (Verenigde Staten) en Ilie Năstase (Roemenië) wonnen van Olga Morozova (Sovjet-Unie) en Alex Metreveli (Sovjet-Unie) met 6-3, 4-6, 9-7
Meisjesenkelspel

Finale: Sharon Walsh (Verenigde Staten) won van Marina Krosjina (Sovjet-Unie) met 8-6, 6-4
Jongensenkelspel

Finale: Byron Bertram (Zuid-Afrika) won van Frank Gebert (Duitsland) met 6-0, 6-3
Dubbelspel bij de junioren werd voor het eerst in 1982 gespeeld.

## Toeschouwersaantallen
|           |        | eerste week |         | tweede week |
| --------- | ------ | ----------- | ------- | ----------- |
| maandag   |        | 21.639      |         | 25.641      |
| dinsdag   | 23.001 | 25.177      |         |             |
| woensdag  | 26.585 | 21.280      |         |             |
| donderdag | 30.795 | 19.534      |         |             |
| vrijdag   | 29.090 | 7.344       |         |             |
| zaterdag  | 26.807 | 16.696      |         |             |
| zondag    | –      | –           |         |             |
| Totaal    |        | 283.589     | 283.589 | 283.589     |

1877 · 1878 · 1879 · 1880 · 1881 · 1882 · 1883 · 1884 · 1885 · 1886 · 1887 · 1888 · 1889 · 1890 · 1891 · 1892 · 1893 · 1894 · 1895 · 1896 · 1897 · 1898 · 1899 · 1900 · 1901 · 1902 · 1903 · 1904 · 1905 · 1906 · 1907 · 1908 · 1909 · 1910 · 1911 · 1912 · 1913 · 1914 · 1915–1918 · 1919 · 1920 · 1921 · 1922 · 1923 · 1924 · 1925 · 1926 · 1927 · 1928 · 1929 · 1930 · 1931 · 1932 · 1933 · 1934 · 1935 · 1936 · 1937 · 1938 · 1939 · 1940–1945 · 1946 · 1947 · 1948 · 1949 · 1950 · 1951 · 1952 · 1953 · 1954 · 1955 · 1956 · 1957 · 1958 · 1959 · 1960 · 1961 · 1962 · 1963 · 1964 · 1965 · 1966 · 1967
↓ open tijdperk ↓
1968 (m-v-md-vd-gd) · 1969 (m-v-md-vd-gd) · 1970 (m-v-md-vd-gd) · 1971 (m-v-md-vd-gd) · 1972 (m-v-md-vd-gd) · 1973 (m-v-md-vd-gd) · 1974 (m-v-md-vd-gd) · 1975 (m-v-md-vd-gd) · 1976 (m-v-md-vd-gd) · 1977 (m-v-md-vd-gd) · 1978 (m-v-md-vd-gd) · 1979 (m-v-md-vd-gd) · 1980 (m-v-md-vd-gd) · 1981 (m-v-md-vd-gd) · 1982 (m-v-md-vd-gd) · 1983 (m-v-md-vd-gd) · 1984 (m-v-md-vd-gd) · 1985 (m-v-md-vd-gd) · 1986 (m-v-md-vd-gd) · 1987 (m-v-md-vd-gd) · 1988 (m-v-md-vd-gd) · 1989 (m-v-md-vd-gd) · 1990 (m-v-md-vd-gd) · 1991 (m-v-md-vd-gd) · 1992 (m-v-md-vd-gd) · 1993 (m-v-md-vd-gd) · 1994 (m-v-md-vd-gd) · 1995 (m-v-md-vd-gd) · 1996 (m-v-md-vd-gd) · 1997 (m-v-md-vd-gd) · 1998 (m-v-md-vd-gd) · 1999 (m-v-md-vd-gd) · 2000 (m-v-md-vd-gd) · 2001 (m-v-md-vd-gd) · 2002 (m-v-md-vd-gd) · 2003 (m-v-md-vd-gd) · 2004 (m-v-md-vd-gd) · 2005 (m-v-md-vd-gd) · 2006 (m-v-md-vd-gd) · 2007 (m-v-md-vd-gd) · 2008 (m-v-md-vd-gd) · 2009 (m-v-md-vd-gd) · 2010 (m-v-md-vd-gd) · 2011 (m-v-md-vd-gd) · 2012 (m-v-md-vd-gd) · 2013 (m-v-md-vd-gd) · 2014 (m-v-md-vd-gd) · 2015 (m-v-md-vd-gd) · 2016 (m-v-md-vd-gd) · 2017 (m-v-md-vd-gd) · 2018 (m-v-md-vd-gd) · 2019 (m-v-md-vd-gd) · 2020 · 2021 (m-v-md-vd-gd) · 2022 (m-v-md-vd-gd) · 2023 (m-v-md-vd-gd) · 2024 (m-v-md-vd-gd)
Lijst van Wimbledonwinnaars · Toernooien per editie